# 1,2-dioxetandion
1,2-dioxetandion (také 1,2-dioxetan-3,4-dion) je nestabilní heterocyklická sloučenina. Lze jej považovat za dvojitý keton 1,2-dioxetanu nebo za cyklický dimer oxidu uhličitého.
Za běžných podmínek, i při teplotě 180 K (−93 °C) se rychle rozkládá na oxid uhličitý, ovšem může být detekován hmotnostní spektrometrií a jinými metodami.
Tato látka je meziproduktem chemiluminiscenčních reakcí využívaných ve svíticích tyčích. Rozklad probíhá přes paramagnetický oxalátový biradikál.
Bylo zjištěno, že vysokoenergerický meziprodukt jedné z těchto reakcí (mezi oxalylchloridem a peroxidem vodíku v ethylacetátu), o němž se předpokládá, že jde o 1,2-dioxetandion, se může při pokojové teplotě hromadit v roztocích (v množství nejméně několika mikromolů), pokud jsou aktivační barviva a veškeré stopy kovů odstraněny ze soustavy a reakce probíhají v inertní atmosféře.